# Textilkrisen i Sverige

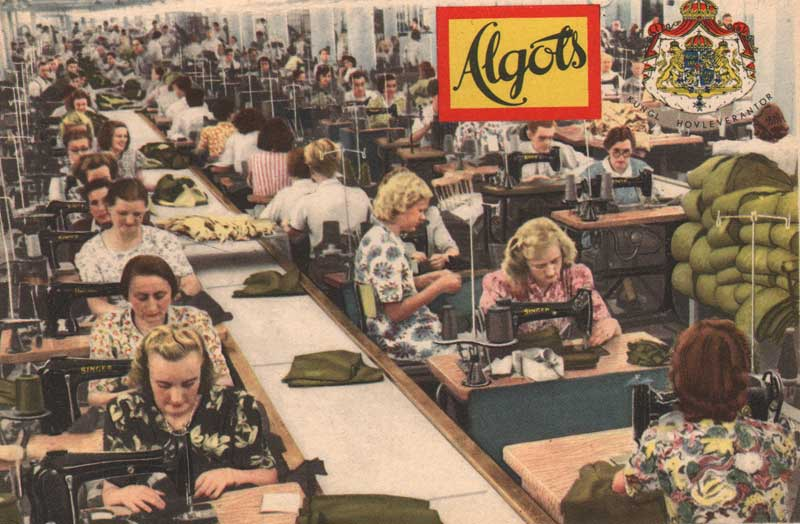
Algots var ett av de företag som försvann under krisåren.

Textilkrisen eller tekokrisen i Sverige var en strukturomvandling i de svenska textil- och konfektionsbranscherna som började på 1950-talet, och fortsatte tills en stor del av textilproduktionen hade avvecklats. Krisen var som mest akut från sent 1960-tal till sent 1970-tal och ledde sammantaget till att omkring 70 000 arbetstillfällen gick förlorade.

## Krisens förlopp
Företagsnedläggningarna började inom ylleindustrin, men spred sig snabbt till övriga textilområden samt även till konfektionsbranschen. Den så kallade partsutredningen för den svenska textilindustrin ansåg i ett uttalande bland annat att radikala rationaliseringsåtgärder, investeringar i moderna maskiner, ett effektivt kapacitetsutnyttjande samt specialisering vore tänkbara åtgärder med vilka krisen skulle kunna hejdas.[källa behövs] Dessa råd och vissa statliga hjälpåtgärder hade långsiktigt begränsad verkan och krisen fortlöpte.

## Krisens orsaker
Textilkrisens orsaker var flera, däribland det höga kostnadsläget i landet, den liberala handelspolitiken, den hårda utländska konkurrensen, kreditregleringar samt höga skatter. Vad gäller skoindustrin upphörde skyddstullarna på 1950-talet, där syftet hade varit att skydda den unga skotillverkningsindustrin i Sverige. Den så kallade solidariska lönepolitiken vid denna tid hade även som uttryckligt mål att låta lågproduktiva branscher slås ut till förmån för mer högproduktiva. Detta innebar att textilkrisen möttes av relativt begränsade politiska åtgärder. Långsiktigt var processen sannolikt oundviklig, men möjligen bidrog den ekonomiska politiken till att många av nedläggningarna koncentrerades till en period under 1970-talet då konjunkturläget var svagt och det saknades möjlighet för den friställda arbetskraften att övergå till mer högproduktiva branscher inom privat sektor.
Textilkrisen berodde bland annat på att de stora länderna i Asien och andra länder utvecklade egna textilfabriker, som med låga lönekostnader framgångsrikt konkurrerade med de europeiska industrierna.
Låga svenska skyddstullar gjorde marknaden attraktiv för bland annat billiga utländska överskotts- och dumpingvaror. Svensk textilproduktion mötte däremot ofta högre tullskydd vid export till andra länder. Till detta kom tal i Sverige om nödvändigheten att låta utvecklingsländerna få avsättning för sina råvaror och industriprodukter i den rika delen av världen. En betydande överproduktion av textilvaror rådde dessutom i Europa.
Sverige hade vidare ett högt kostnadsläge. Under en treårsperiod i början av 1970-talet ökade till exempel löne- och andra kostnader i branschen med 30–50 procent[källa behövs], vilket för många företag innebar dödsstöten.
En annan orsak till krisen som vägde tungt var de små svenska fabrikationsserierna. Landets ringa folkmängd i förening med dess relativt blygsamma vävnadsexport ledde till små serier av en och samma vara. Värdefull produktionskapacitet gick därigenom förlorad, till följd av täta omställningar i tillverkningen till en annan varusort. Den allt hårdare konkurrensen i konfektionsbranschen medförde att dess inköpare av tyger ofta krävde ensamrätt för ett visst mönster eller för en viss varusort. Detta ledde till att längden på tygfabrikanternas fabrikationsserier ytterligare förkortades.
Från 1950-talet började också svenskarna att lägga ned en allt mindre andel av nettoinkomsten på kläder och istället öka sina utgifter för bostad eller bil. De absoluta utgifterna steg dock, eftersom detta var en period med relativt snabb reallöneutveckling.

## Konsekvenser
Textilkrisen drabbade särskilt äldre anställda, som hade svårt att hitta nytt arbete. Även konkursdrabbade företagare som hade sin förmögenhet placerad i det egna företaget drabbades. En omställning som denna, som pågick i årtionden, skördade vidare offer i form av psykisk ohälsa. Att år efter år arbeta i en mördande och till synes hopplös konkurrens och vara utsatt för långvarig stress knäckte många medarbetare och företagare.
Krisen ledde även till en kapitalförstöring. Delvis moderna textil- och konfektionsmaskiner fick vid företagsnedläggningar säljas ut till vrakpriser åt in- och utländska uppköpare. Många nedläggningshotade företag hade därjämte stora osålda lager av färdigvaror, vilka ibland i panik avyttrades till starkt nedsatta priser. Sådana utförsäljningar pågick under alla krisåren och utgjorde en ond cirkel som skapade stor oro och osäkerhet på marknaden.
Bland de företag som lades ner under den svenska tekoindustrins kris fanns Borås-baserade Algots.

## Fotnoter
1. ↑  År 1914 användes 10-11 procent av nettoinkomsten till kläder. Denna siffra steg till 12 procent under 1930-talet och cirka 15 procent under 1946-1950. Därefter sjönk andelen till cirka 8 procent år 1970.

### Nyhetsartiklar
- Expressen, augusti(TT)1956 "Nyborgs i Norrköping (450 man) det senaste offret för textilkrisen."
- Skånska Dagbladet 22/8 1956. "Textilkrisen skärps. Under 1950-talet har antalet textilarbetare minskat med 10.000"
- Arbetet 15/2 1957 "Skånska Yllefabriken inför 4-dagarsvecka, 400 berörda" (Skånska Yllefabriken AB, Kristianstad)
- DN 19/3 1957 "Textilkrisen skärps i Norrköping" (AB Förenade Yllefabrikerna i Norrköping har infört korttidsvecka för 325 anställda)
- Beklädnadsfolket, Augusti 1957 "Gefle Ångväveri nedlägges. Ca. 150 anställda"
- Expressen 26/3 1958 "Söderbergs har begärt sig i konkurs" (AB Hjalmar Söderbergs, Uppsala 325 anställda)
- NST 8/8 1958 "Stor textilkoncern väntas krascha" (AB Nordiska Beklädnadskompaniet, Ulricehamn, 130 tjänstemän och arbetare.)
- Arbetet 24/9 1958 "Över 800 drabbas av Mya-nedläggningen" ( Malmö Yllefabriks AB i Malmö, Furulund, Klippan, Eslöv och Göteborg)
- Expressen 10/3 1959 "460 utan jobb då Skånska Ylle läggs ner" (AB Skånska Yllefabriken, Kristianstad)
- Arbetet 19/1 1960 "Nedläggningen en chock för textilfolket i Gävle". (Gefle Manufaktur AB, 300 blir utan arbete)
- DN 17/8 1960 "Yllefabrik slår igen, 250 får gå" (Engelfabrikerna AB, Motala)
- Västgöta-Demokraten 28/3 1961 "Förbittring i dag bland Libos anställda". (Libokonfektion, Borås, 300 anställda)
- 14/8 1965 "Kabom läggs ner, 575 friställs." (Konfektions AB Oscar Molander - Kabom-Alingsås)
- SDS 15/3 1966 "545 förlorar sina arbeten då Mab och Mya lägger ned" (Manufaktur AB och Malmö Yllefabriks AB)
- 8/2 1967 Borås (TT) "300 drabbas av textildöd" (Kinnaströms Väveri AB i Kinna)
- Kristianstadsbladet 25/8 1967 "Storindustri i Kristianstad krisdrabbad, 250 anställda berörda" (Kristianstad Yllefabrik AB)
- SDS 3/1 1968 "Känt modeföretag i Malmö skakas av ekonomisk kris. Ett av landets ledande konfektionsbolag - Fougstedts i Malmö - har inställt betalningarna, 200 anställda"
- SDS 5/12 1969 "Saxylle friställer 325, konkurrensen för svår" (Saxylle Kilsund AB, Borås)
- DN 2/4 1970 "26.000 avskedades under 1960-talet."
- DN 2/4 1970 "YFA avskedar 900, Svårt skaffa nya jobb." (AB Förenade Yllefabrikerna , Norrköping)
- Kvällsposten 23/7 1970 "Bitterhet i Kristianstad i dag. 200 anställda utan arbete." (AB Damkappor)
- SDS 27/8 1971 "Nedläggning hotar Junex, 850 mister jobbet?" (Junexkoncernen i Huskvarna)
- Aftonbladet 22/8 1973 "De blir utan jobb, 160 avskedas." (Tidstrands Yllefabriks AB, Sågmyra)
- SDS 15/12 1973 "230 utan jobb: Cewilko i Malmö stänger för gott." (Cewilko Konfektionsfabrik)
- SvD 9/11 1976 "435 utan jobb även om Eiser får extra stöd" (AB Eiser, Borås)
- SvD 15/6 1977 "Algots i konkurs i dag, Åsling vägrar garanti" (Algots Konfektions AB, Borås, ca 3000 anställda)
- SvD 24/? 1978 "Alla varslas vid Erla-bolaget" (Erikson & Larsson AB, Borås, konfektionsfirma, 336 anställda)
- SvD 15/9 1978 "Tabergs Yllefabrik inställer betalningar" (Tabergs Yllefabriks AB, 250 anställda)
- SDS? 27/5 1978 "Schlasbergs i konkurs, 650 anställda berörs". (Schlasbergs Konfektions AB, Landskrona)
- SDS 6/3 2002 "Yllefabriken i Marieholm läggs ner" (*Marieholms Yllefabriks AB, landets sista yllefabrik för beklädnadsväv stänger portarna. Grundades 1898)